# Lewis e Harris
Lewis e Harris (in gaelico scozzese Leòdhas agus na Hearadh) costituisce la più estesa isola della Scozia e appartiene all'arcipelago delle isole Ebridi Esterne (Outer Hebrides).
Inoltre Lewis e Harris è anche la più grande isola britannica per estensione dopo la Gran Bretagna e l'Irlanda.

## Geografia
La parte settentrionale dell'isola è chiamata ‘Lewis’, mentre la parte meridionale ‘Harris’ ed entrambe sono spesso nominate come se fossero isole distinte. Il confine tra Lewis e Harris è costituito da uno stretto istmo che parte da Loch Resort (Reasort) a ovest fino a Loch Seaforth (Shiphoirt) a est.
L'isola non ha un nome comune sia in inglese che in lingua gaelica-scozzese. I nomi usati sono "Lewis and Harris", "Lewis with Harris", Harris with Lewis", etc. Raramente si usa il nome di "Isola Lunga" ("the Long Island" in inglese, "an t-Eilean Fada" in gaelico-scozzese), sebbene tale nome sia normalmente applicato alle intere Ebridi Esterne.
Ha in totale una superficie di 841 miglia quadrate (2178 km²) che rappresenta poco meno dell'1% dell'intera area della Gran Bretagna. È situata a 24 miglia (39 km) dal punto più vicino della terraferma da cui è separata dal Minch.
La superficie di Harris è in larga parte collinare o montagnosa, con più di trenta colli sopra i 300 metri. Lewis è invece relativamente pianeggiante, eccetto nella parte sud-orientale, dove il Ben More raggiunge i 571 metri e nel sud-ovest, dove il Mealasbhal rappresenta il punto più alto con i suoi 575 metri.
Fino al 1975, Lewis apparteneva alla contea di Ross and Cromarty, mentre Harris all'Inverness-shire. Oggi, l'intero gruppo di isole appartiene alla regione delle Isole Occidentali (Western Isles Council - Comhairle nan Eilean Siar).

## Trasporti
La città principale di Lewis è Stornoway (Steòrnabhagh) collegata attraverso traghetti a Ullapool e tramite voli regolari a Benbecula (Barra), Inverness, Aberdeen, Glasgow e Edimburgo.
Tarbert (An Tairbeart) è collegata con traghetti a Skye e North Uist.

## Isole Minori
Altre isole disabitate nel gruppo di  ‘Lewis and Harris’ sono Great Barnera (Beàrnaraigh Ùig) e Scalpay (Sgalpaigh).
Taransay (Tarasaigh) e Scarp (An Sgarp) sono invece le isole attualmente disabitate vicine al porto di Harris.

## Storia
L'isola è la patria secolare del clan delle Highland MacLeod. I membri del clan residenti a Harris è conosciuto come clan ‘MacLeod di Harris’ o ‘MacLeod do MacLeod’. I membri di Lewis sono conosciuti come clan ‘MacLeod di Lewis’.

## Sport
Nelle isole si disputa la Lewis & Harris Football League, campionato amatoriale sotto l'egida della federazione amatoriale scozzese.